# Roger Norrington
Sir Roger Arthur Carver Norrington (Oxford, 16 marzo 1934 – 18 luglio 2025) è stato un direttore d'orchestra britannico.

## Biografia
Roger Norrington nacque il 16 marzo 1934 a Oxford, figlio dell'editore Arthur Lionel Pugh Norrington. 
Studiò presso diversi prestigiosi conservatori tra cui quelli di Toronto, Oxford (sua città natale) e Cambridge. 
Dal 1969 al 1984 fu direttore della Kent Opera. Nel 1978 fondò la London Classical Players, che guidò poi fino al 1997. Dal 1985 al 1989 fu direttore della Bournemouth Sinfonietta. A New York fu direttore della Orchestra of St. Luke's dal 1990 al 1994. In Europa lavorò anche come direttore delle orchestre di Salisburgo (1997-2006), Stoccarda (1998-2011) e Zurigo (2011-2016).
Divenne noto come interprete di musica barocca, musica classica e musica romantica.
Fu nominato membro dell'Ordine dell'Impero Britannico nel 1980, cavaliere dell'Ordine dell'Impero Britannico nel 1990 e Knight Bachelor nel 1997.